# Horringer
Horringer is een plaats en civil parish in het bestuurlijke gebied St. Edmundsbury, in het Engelse graafschap Suffolk met 890 inwoners.